# Jeníkov (Chrudimi járás)
Jeníkov település Csehországban, a Chrudimi járásban. Jeníkov Vojtěchov, Dědová, Hamry, Kameničky, Hlinsko, Vortová és Kladno településekkel határos. Lakosainak száma 461 fő (2024. január 1.).

## Népesség
A település lakosságának változását az alábbi diagram mutatja:
| Lakosok száma | 539  | 583  | 558  | 497  | 453  | 474  | 465  | 463  | 452  | 461  |
|               | 1869 | 1890 | 1921 | 1950 | 1980 | 2001 | 2017 | 2019 | 2022 | 2024 |